# Heinō bunri
Le heinō bunri (兵農分離) est un règlement japonais établi par Toyotomi Hideyoshi en 1591, à l'articulation entre l'époque Sengoku et l'époque d'Edo.
Dans le contexte d'une modernisation des guerres, il sépare les guerriers et les paysans. Il établit un cadastre (Taikō kenchi) permettant de déterminer les propriétés réellement possédées par les paysans et il impose aux samouraïs de se défaire des terres qu'ils possèdaient de manière à les rendre financièrement dépendants de leurs maitres.